# Antônio Farias
Antônio Arruda de Farias (Surubim, 28 de novembro de 1932 — 13 de abril de 1988) foi um político e economista brasileiro.
Foi prefeito de Recife, deputado estadual e deputado federal. Na vida privada, chegou a gerir uma usina de beneficiamento de algodão pertencente a seu pai, Severino Farias, em Surubim. Já na década de 1960 adquiriu, com outros sócios, a Usina Pedroza em Cortês, mata sul de Pernambuco. Tornou-se sócio majoritário na empresa e na década de 1970 iniciou o projeto de implantação da Destilaria Baia Formosa nos tabuleiros de Baia Formosa, no estado do Rio Grande do Norte.
Na eleição de 1986 elegeu-se senador constituinte por Pernambuco. Veio a falecer no exercício do mandato quando integrava à época a comissão de sistematização da Assembleia Nacional Constituinte, vítima de um infarto agudo do miocárdio. Foi filiado a UDN, ARENA, PDS e PMB.
O Terminal Rodoviário de Recife e o edifício sede da Prefeitura de Recife foram batizados em sua homenagem.

## Mandatos eletivos
- Vereador do Recife (1955 a 1959)
- Deputado estadual (1963 a 1971)
- Prefeito do Recife (1975 a 1979)
- Deputado federal (1983 a 1987)
- Senador (1987 a 1988)